# Trisetum macbridei
Trisetum macbridei là một loài thực vật có hoa trong họ Hòa thảo. Loài này được Hitchc. miêu tả khoa học đầu tiên năm 1927.